# Splendid China Folk Village
Pour les articles homonymes, voir Splendid (homonymie).
Splendid China Folk Village (chinois simplifié : 锦绣中华民俗村 , pinyin : Jǐnxiù Zhōnghuá Mínsú Cūn) est un parc à thèmes situé à Shenzhen en Chine. Il propose deux sections : Splendid China Miniature Park et China Folk Culture Village. Elles étaient indépendantes jusqu'en 2003 où elles ont été réunies pour former Splendid China Folk Village. Le thème du parc reflète l'histoire, la culture, l'art, l'architecture ancienne, les us et coutumes de différentes ethnies chinoises. Développé et géré par la société de tourisme China Travel Services, il est l'un des plus grands parcs paysagers au monde. Le parc s'étend sur 30 hectares. Il accueille également plusieurs spectacles illustrant divers événements de l'histoire de la Chine.
Dans Splendid China Miniature Park, plus de cent attractions touristiques sont miniaturisées et disposées selon la carte de la Chine telles l'armée de terre cuite du Mausolée de l'empereur Qin, la Grande Muraille, la Cité interdite ou l'Ancien palais d'été. La plupart des maquettes sont réduites à une échelle de 1:15. China Folk Culture Village recrée et restitue 24 villages ethniques chinois avec leur architecture, leur folklore et leur gastronomie. Le promeneur y découvre les Buyei, les Mongols ou les Dai.
Le parc propose plusieurs spectacles retraçant divers événements de l'histoire chinoise (par exemple, un spectacle équestre illustrant une bataille menée par Gengis Khan), un spectacle culturel chinois, etc.

## Galerie

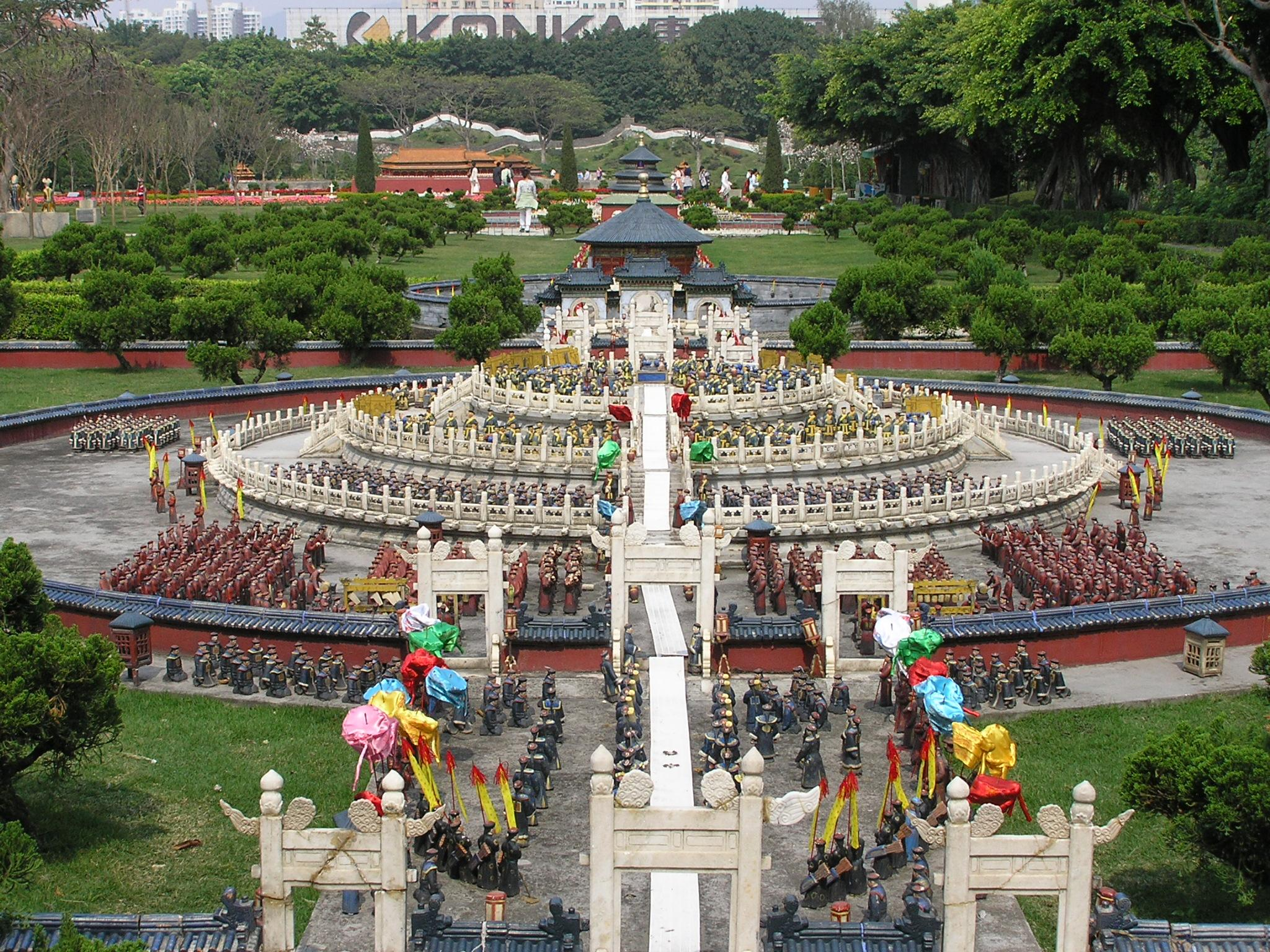
le Temple du ciel.
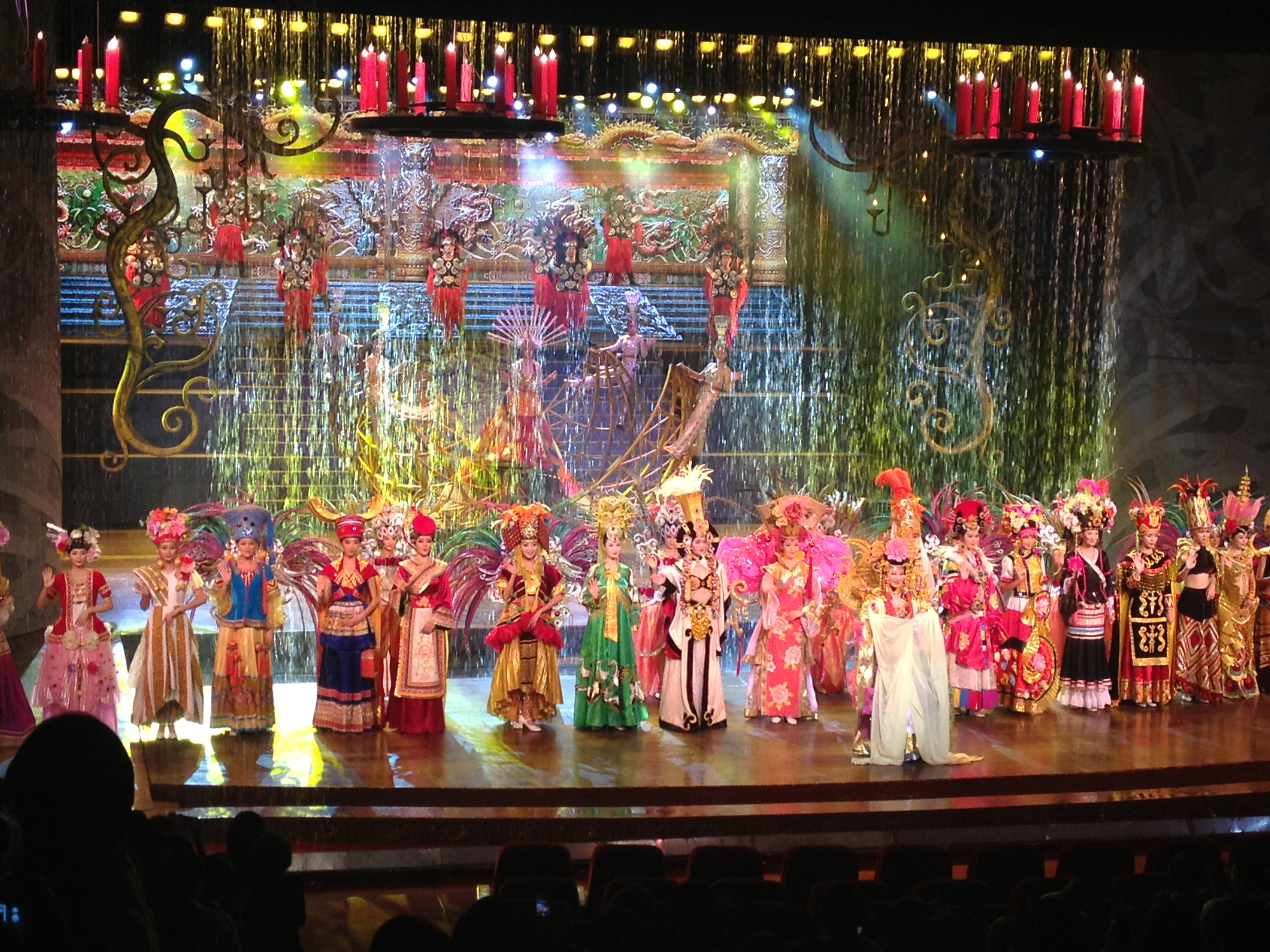
Spectacle dans le Phoenix Theater.
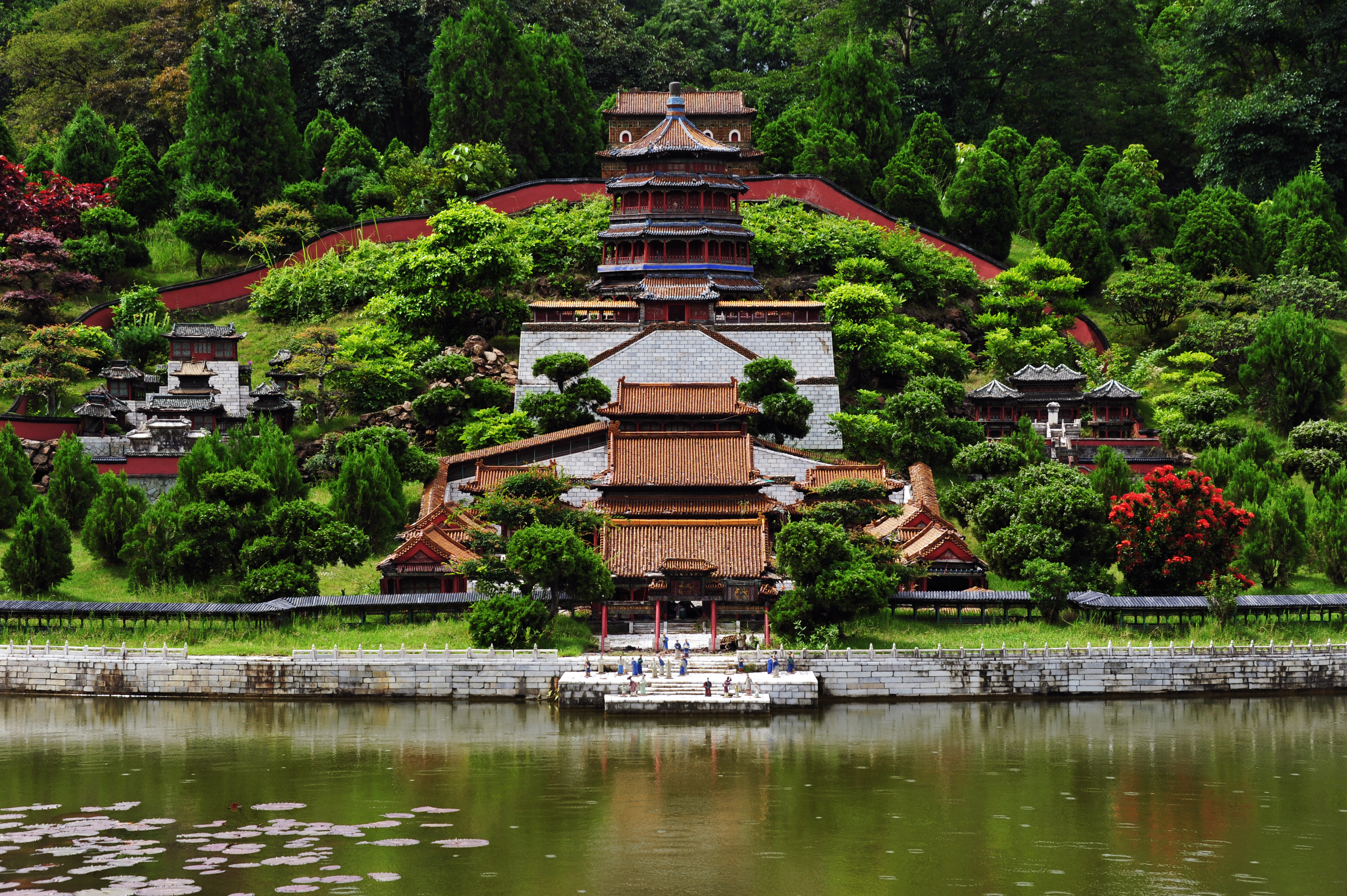